# UBAP2L
UBAP2L‏ (Ubiquitin associated protein 2 like) هوَ بروتين يُشَفر بواسطة جين UBAP2L في الإنسان.